# Ostedes slocumi
Ostedes slocumi là một loài bọ cánh cứng trong họ Cerambycidae.